# ألبرت كيتيلبي
ألبرت كيتيلبي (بالإنجليزية: Albert Ketèlbey) (و. 1875 – 1959 م) هو قائد أوركسترا، وملحن، وعازف بيانو بريطاني، ولد في برمينغهام، يستخدم آلات بيانو، توفي في Cowes ‏، عن عمر يناهز 84 عاماً.

## التعليم
تعلم في Royal Birmingham Conservatoire ‏
.

## أعمال بارزة
من أهم أعماله:
- In a Persian Market [الإنجليزية]‏
- In the Mystic Land of Egypt [الإنجليزية]‏
- In a Chinese Temple Garden [الإنجليزية]‏
- In a Monastery Garden [الإنجليزية]‏
- The Heart's Awakening [الإنجليزية]‏

## وصلات خارجية
- ألبرت كيتيلبي في قاعدة بيانات الأفلام على الإنترنت